# Alexander Olbrich (Diplomat)

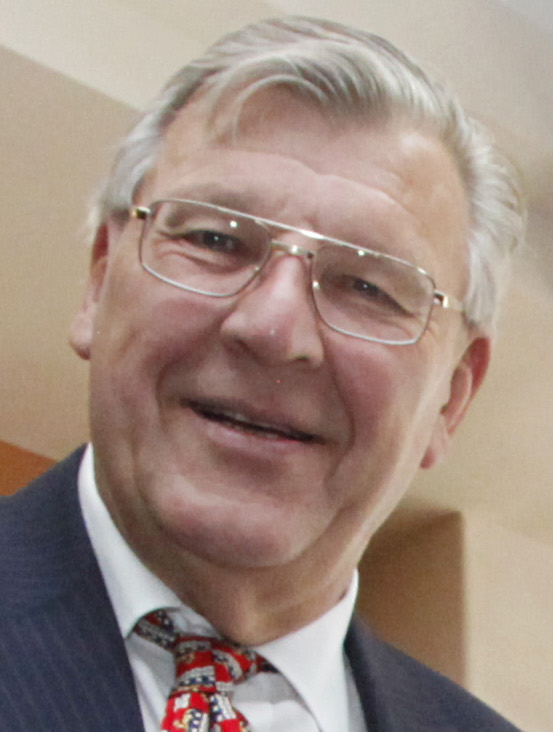
Alexander Olbrich

Alexander Olbrich (* 28. September 1950 in Neuburg an der Donau) ist ein deutscher Diplomat im Ruhestand und war von 2009 bis Juli 2013 Generalkonsul in Osaka-Kōbe. Von 2013 bis 2016 war er deutscher Botschafter in Quito, Ecuador.

## Leben
Nach dem Abitur in Neuburg an der Donau studierte Olbrich von 1969 bis 1975 Chemie an der Ludwig-Maximilians-Universität München und schloss dieses Studium als Diplom-Chemiker ab. 1979 legte er dort seine Promotion zum Dr. rer. nat. mit einer Dissertation zum Thema Bestimmung und Charakterisierung der langkettigen Acyl-Coenzym-A-Verbindungen in Säugetierleber und Hefe ab. Im Anschluss war er zwischen 1979 und 1981 als Postdoctoral Fellow an der Universität Kyōto tätig.
1981 trat er in den Auswärtigen Dienst ein und fand nach Abschluss der Laufbahnprüfung für den höheren Dienst von 1983 bis 1987 Verwendung im Pressereferat der Botschaft in Japan sowie im Anschluss bis 1990 im Referat für Wissenschaft und Hochschulen im Auswärtigen Amt in Bonn. Danach war er zwischen 1990 und 1992 Wirtschaftsreferent an der Botschaft in Griechenland sowie danach bis 1997 Ständiger Vertreter des Botschafters in Island, ehe er von 1997 bis 2001 stellvertretender Leiter des Referats für die friedliche Nutzung der Kernenergie im Auswärtigen Amt in Bonn und Berlin war.
Zwischen 2001 und 2005 war Olbrich Leiter der Ständigen Vertretung der Bundesrepublik Deutschland bei der Organisation für das Verbot chemischer Waffen (OPCW) in Den Haag und befand sich seit 2002 im Rang eines Botschafters. Nach seiner Rückkehr war er bis 2009 Leiter des Referats Chemie- und Biowaffenübereinkommen im Auswärtigen Amt in Berlin.
Zwischen Juli 2009 und Juli 2013 war Olbrich Generalkonsul in Osaka-Kōbe und damit Nachfolger von Gerold Amelung. Anschließend, bis zu seinem Eintritt in den Ruhestand, war Olbrich Botschafter in Ecuador.
Alexander Olbrich ist seit Februar 2020 Mitglied des Vorstands der Deutsch-Japanischen Gesellschaft Berlin sowie Ehren- und Gründungspräsident des Alexander-von-Humboldt-Alumnivereins Ecuador, sowie Ehrenmitglied der Japanisch-Deutschen Gesellschaften Osaka und Kobe.

## Weblink
- Lebenslauf auf der Website der Botschaft Quito (Memento vom 4. März 2016 im Internet Archive)